# Phialogangliospora lignicola
Phialogangliospora lignicola är en svampart som beskrevs av Udaiyan & V.S. Hosag. 1992. Phialogangliospora lignicola ingår i släktet Phialogangliospora, divisionen sporsäcksvampar och riket svampar.   Inga underarter finns listade i Catalogue of Life.